# Metoda ABC
Metoda ABC (ang. ABC method = Attention-Benefit-Close method) – metoda handlowa polegająca na przyciągnięciu uwagi klienta (Attention), przedstawieniu mu korzyści płynących z oferowanego produktu (Benefit) i doprowadzeniu do transakcji (Close).